# Ильхан, Аттила
Аттила Ильхан (тур. Attilâ İlhan; 15 июня 1925 — 10 октября 2005) — турецкий поэт, журналист и сценарист. Придерживался социалистических взглядов, в то же время ему не чужд был национализм, являющийся одним из принципов («стрел») кемализма. Государственный артист Турции (1991).

## Биография
Родился 15 июня 1925 года в измирском районе Менёмен. Его отец работал чиновником. В связи с работой отца семья часто переезжала.
В возрасте 16 лет был арестован и приговорён к 2 месяцам тюремного заключения за написание стихотворения о просоветском поэте Назыме Хикмете. Этот инцидент прервал обучение поэта в школе, из которой он был исключён, и ему пришлось доучиваться в частном колледже.
После окончания колледжа поступил в Стамбульский университет, но на втором курсе бросил его и уехал во Францию, чтобы, по собственным словам поэта, привлечь внимание к положению Назыма Хикмета, объявившего голодовку. После возвращения в Турцию был арестован, но вскоре отпущен.
В 1950-х годах жил, разъезжая между Измиром, Парижем и Стамбулом, работал журналистом и кинокритиком. В 1960-х начал писать сценарии для фильмов и ТВ-сериалов, которые в 1980-х годах принесли ему широкую известность.
10 октября 2005 года умер от сердечного приступа в своей квартире, расположенной в стамбульском районе Канлыджа. Похоронен на кладбище Ашиян.

### Личная жизнь
Брат актрисы Чолпан Ильхан и шурин Садри Алышика. В 1968-83 годах состоял в браке.

## Творчество
В 1960-м году опубликовал первые три сборника своих произведений. Написанный в 1950-х годах сборник стихов «Бульвар тумана» (тур. Sisler Bulvarı) является одним из самых известных произведений имажизма своего времени. Помимо стихов, писал статьи, отражавшие его взгляды на такие темы, как вестернизация, левая политика, секс и кемализм.